# ベルトランの逆説
ベルトランの逆説（ベルトランのぎゃくせつ、英: Bertrand paradox）は、確率論の古典的解釈において発生する問題である。ジョゼフ・ベルトランが著作Calcul des probabilitésで、確率変数を導入する方法やメカニズムが明確に定義されない場合、確率がうまく定義できない場合があることを示す例として与えた。

## ベルトランによる問題の定式化

弦の選び方2

弦の選び方3

ベルトランのパラドックスは以下のようなものである。
「円に内接する正三角形を考える。その円の弦を1本無作為に選ぶ。その弦が正三角形の辺よりも長くなる確率はどれだけか？」
ベルトランはこれに関して3つの主張を述べた。どれももっともらしく見えるが、結果は異なるものとなる。

弦の選び方1：赤は正三角形の1辺より長く、青は短い

1. 弦の選び方1：赤は正三角形の1辺より長く、青は短い「無作為な端点」方式
円周上の2点を無作為に選び、それらを結ぶ弦を考える。問題の確率を計算するために、正三角形を回転させ、1つの頂点が選ばれた点の1つに一致するようにする。もしもう一方の端点が、正三角形の他の2頂点を結んだ弧の上にあれば、弦は正三角形の1辺よりも長いことが分かる。この弧の長さは円周の3分の1なので、求める確率は3分の1である。
2. 弦の選び方2「無作為な半径」方式
円の半径を1本無作為に選び、さらにその上の1点を無作為に選んで、選ばれた点を通り選ばれた半径に垂直な弦を考える。問題の確率を計算するために、正三角形を回転させ、1辺が半径に垂直になるようにする。選ばれた点が、辺と半径との交点より中心に近ければ、弦は1辺より長い。この辺は半径の中点を通るので、求める確率は2分の1である。
3. 弦の選び方3「無作為な中点」方式
円の内部の点を無作為に選び、それが中点となるような弦を考える。もし選ばれた点が、与えられた円と中心が同じで、半径がその2分の1である円の内側にあれば、弦は正三角形の1辺より長い。従って、求める確率は4分の1である。

これらの方式は以下のような図で表される。弦は中点と（中点が円の中心である場合を除き）1対1に対応する。上に記した3つの選択方式は以下のような中点の分布を示す。方式1と2では一様でなく、方式3では一様な分布となる。一方、弦自体を描いた場合（下段）、方式2では円が視覚的に一様に塗り潰されているのに対し、方式1と3はそうではない。
|  |  |  |
|  |  |  |

もちろん、弦を選ぶための他の方式も容易に想像することができ、異なる確率を与えるものも多い。

## 古典的な解答
この問題に対する古典的な解答は、以上のように、「無作為に」弦を選ぶ方法に依存する。すなわち、無作為な選択の方法が確定すれば、そしてそのときのみ、この問題はwell-definedな解をもつ。選択の方法は唯一ではないので、唯一の解は存在しえない。ベルトランによって提示された3つの解は異なった選択の方法に対応し、1つを他より良いとする理由は何もない。この問題のような、確率の古典的解釈が抱えるパラドックスは、頻度主義やベイズ確率といったより厳密な定式化を正当化するものとなった。

## ジェインズの解
1973年の論文 "The Well-Posed Problem"  で、エドウィン・ジェインズはベルトランのパラドックスに対し、「最大無知 (maximum ignorance)」の原則（問題文に記されていないいかなる情報も用いるべきではない、という原則）に基づいた解を提案した。ジェインズはベルトランの問題は特定の位置や大きさを与えていないと指摘し、したがって確定した客観的な解は大きさと位置に「中立」でなければならない、すなわち、解は拡大縮小と平行移動に関して不変でなければならないと主張した。
具体的に述べれば以下の通りである。弦が直径2の円上に無作為に置かれる（たとえば、1本の藁を遠くから投げるなどの方法で）としよう。このとき、より直径の小さい円（たとえば、1.1）を大きい円の中に置く。このとき弦の分布は、元の円と同じでなければならない。もし小さい円を大きい円の中で動かしても、やはり確率は不変でなければならない。方式3において、この時違いが出ることは明らかである。下の図で、大きい円と、小さい赤い円における弦の分布は本質的に異なる。

同じことが（図から読み取るのは難しいが）方式1にも言える。拡大縮小と移動の両方に関して不変なのは唯一方式2である。3は拡大縮小に関してのみ不変で、1はどちらでもない。
しかしジェインズは不変性を、与えられた方法を受容するか棄却するかの判断のみに用いたわけではない。それでは未知の方法で、不変性の条件を満たすものがあるという可能性が残る。彼は不変性から直ちに確率分布を求めるような積分方程式を用いた。この問題において、この積分方程式には唯一の解があり、それはすなわち方式2として上に挙げた、「無作為な半径」方式である。

## 物理的実験
方式2は上に述べた不変性を持つ唯一の解であり、この性質はジェインズが述べた藁を投げる実験のほかに、統計力学や気体物理学のような物理系にも現れる。しかしながら、他の方式に基づいた答えを与えるような物理的実験を考えることも可能である。たとえば、「方式1」の解を得るためには、円の中心に回転する部品を固定し、2つの独立な回転から両端点を求めるものとすればよい。「方式3」の解を得るためには、円を糖蜜で覆い、蠅が初めて止まった点を弦の中点とすればよい。異なる解を得るために実験を考案し、経験的に結果を確認している人々もいる。